# Институт святого Фомы
Институт святого Фомы (ранее Институт философии, теологии и истории святого Фомы) — негосударственное образовательное учреждение дополнительного профессионального образования, действующее в Москве. Находится под патронажем Католической церкви и ордена иезуитов, однако открыт для студентов любого вероисповедания. Назван в честь католического философа и богослова Фомы Аквинского. Основан в 1991 году как колледж католической теологии святого Фомы Аквинского. До реформы учебного заведения в 2013—2014 годах, институт выдавал дипломы о высшем образовании по специальности религиоведение, начиная с 2014 года в институте действуют учебные программы только по повышению квалификации.

## История
Основан в 1991 году, как колледж католической теологии святого Фомы Аквинского по инициативе священника Тадеуша Пикуса. По мнению протоиерея Всеволода Чаплина, первоначально «в это заведение стремились не те, кто хотел стать миссионером Ватикана, а просто желающие уехать на Запад и найти там непыльную работу». Ректором Института с 2001 по 2006 год (в 2006—2008 годы — представителем учредителя в Институте) был отец Октавио Вильчес-Ландин (SJ).
В 2006 году получил государственную лицензию на ведение образовательной деятельности Министерства образования и науки РФ. Кроме обучения студентов образовательная программа института включала в себя повышение квалификации специалистов по профилю основной программы института — религиоведение.
На момент закрытия на реформу в 2013 году в институте святого Фомы преподавали 9 докторов наук и 25 кандидатов наук. Среди преподавателей были католические и православные священнослужители и преподаватели московских ВУЗов. Ректор института — Н. Л. Мусхелишвили.
При институте действует библиотека с большой подборкой материалов на русском и иностранных языках по религиоведению, богословию, экзегетике, патристике, литургике, философии, истории и другим дисциплинам.
Помимо образовательной, институт занимался издательской деятельностью, издавал труды классических и современных авторов по богословию, философии и пр.
В 2013 году по решению учредителей Институт был закрыт. В мае 2014 года открыт в новом формате с новыми учебными программами. 23 января 2018 года Институтом святого Фомы получена бессрочная Лицензия № 39102.

## Известные преподаватели
Ниже перечисляются некоторые наиболее известные преподаватели Института:
- Бернардо Антонини
- Иван Юркович
- Игорь Ковалевский
- Георгий Чистяков (православный священник)
- Наталья Трауберг
- Юлий Шрейдер
- Пётр Сахаров
- Андрей Коваль
- Николай Шабуров
- Анна Шмаина-Великанова
- Владимир Бибихин
- Алексей Юдин